# Звуки музики
«Звуки музики» (англ. The Sound of Music) — музичний фільм, знятий 1965 року Робертом Вайзом, головну роль у якому виконала Джулі Ендрюс. Стрічка є екранізацією однойменного бродвейського мюзиклу, музику і слова для якого написали Річард Роджерс і Оскар Гаммерстайн II, авторами лібрето є Говард Ліндсей і Рассел Круз. Кіносценарій написаний Ернестом Леманом. Фільм ушанований п'яти премій Американської академії кіномистецтв, посів четверте місце у Списку найкращих американських фільмів-мюзиклів, укладеному в 2006 році Американським інститутом кіномистецтва. На 1 березня 2024 року фільм займав 239-ту позицію у списку 250 кращих фільмів за версією IMDb.
В основу самого мюзиклу лягла книга Марії фон Трапп «Сім'я співаків фон Трапп» (англ. The Story of the Trapp Family Singers). У нього увійшли багато популярних пісень, серед яких «Edelweiss», «My Favorite Things», «Climb Ev'ry Mountain», «Do-Re-Mi», «Sixteen Going on Seventeen», «The Lonely Goatherd», а також пісня, винесена в заголовок. Альбом саундтреків був випущений лейблом RCA Victor у 1965 році і є одним з найуспішніших альбомів саундтреків в історії, продавшись накладом понад 20 мільйонів копій по всьому світу.
Того року альбом посів перше місце в хіт-параді Billboard 200 у США. Він залишався в першій десятці протягом 109 тижнів, з 1 травня 1965 року по 16 липня 1967 року і залишався в чарті Billboard 200 протягом 238 тижнів.
Фільмування кіноверсії відбувалися в Зальцбурзі (Австрія), Баварії (Німеччина), а також у Каліфорнії на студії «XX століття Фокс». Фільм знятий на 70-мм плівку Todd-AO Тедом Д. Мак Кордом.

## Сюжет
Дія відбувається в місті Зальцбург 1938 року. Марія, молода жінка, яка має намір стати черницею, через свій характер спрямована з монастиря до будинку овдовілого морського капітана Георга Людвіга фон Траппа як гувернантка для його сімох дітей. Спочатку діти поставилися до неї не цілком прихильно і намагалися вередувати. Однак, після того, як Марія долучила їх до співу, всім серцем полюбили її.
Марія усвідомлює, що закохана в капітана, який виявився зарученим із заможною баронесою, і вирішує піти. Але й капітан не байдужий до гувернантки. Марія повертається до монастиря, діти сумують за нею. Настоятелька монастиря радить повернутися до коханого. Баронеса відпускає Георга, щоб ті могли бути разом. Невдовзі Георг і Марія одружуються.
Стається аншлюс Австрії, Георга прикликають на службу в Третьому Рейху. Він не схвалює політику нацистів, але якщо відмовиться, його сім'ю переслідуватимуть. Подружжя вирішує тікати за кордон. Разом з дітьми вони беруть участь в пісенному конкурсі, де здобувають перше місце, але перед нагородженням потай тікають. Вони переховуються в монастирі, де нацисти ледве не схоплюють родину. Але Георг з Марією та дітьми успішно дістаються до кордону і через гори прямують до Швейцарії.

## У ролях
- Джулі Ендрюс — Марія фон Трапп
- Крістофер Пламмер
- Шарміан Карр
- Елінор Паркер
- Річард Гайдн
- Пеггі Вуд
- Анна Лі
- Бен Райт

## Пісні
Для всіх пісень, окрім відмічених окремо, музику написав Річард Роджерс, а слова — Оскар Гаммерстайн II.
У порядку виконання:
- «The Sound of Music»
- «Morning Hymn/Alleluia» (на основі традиційної церковної музики)
- «Maria»
- «I Have Confidence in Me» (слова Роджерса)
- «Sixteen Going On Seventeen»
- «My Favorite Things»
- «Do-Re-Mi»
- «The Lonely Goatherd»
- «Edelweiss»
- «So Long, Farewell»
- «Climb Ev'ry Mountain»
- «Something Good» (слова Роджерса)

## Нагороди та номінації

### нагороди
1966 — Премія «Оскар»:
- Найкращий режисер — Роберт Вайз
- Найкращий монтаж — Вільям Рейнольдс
- Найкращий музичний супровід — Ірвін Костал
- Найкращий фільм — Роберт Вайз
- Найкращий звук[13]

1966 — Премія «Золотий глобус»
- Найкраща комедія / мюзикл
- Найкраща акторка комедії / мюзиклу — Джулі Ендрюс

### номінації
1966 — Премія «Оскар»
- Найкраща акторка — Джулі Ендрюс
- Найкраща акторка другого плану — Пеггі Вуд
- Найкращі декорації
- Найкращі костюми
- Найкраща операторська робота — Тед МакКорд

1966 — Премія BAFTA
- Найкраща британська акторка — Джулі Ендрюс

1966 — Премія «Золотий глобус»
- Найкращий режисер — Роберт Вайз
- Найкраща акторка другого плану — Пеггі Вуд